# Oliver Todd
Oliver Cleo Todd (Kansas City (Kansas), 7 januari 1916 – Kansas City (Missouri), 16 juli 2001) was een Amerikaanse jazztrompettist en bandleider. Tevens  speelde hij piano en orgel.

## Loopbaan
Todd was een van de bekendste bandleiders van zijn geboortestad. Hij leidde de Hottentots, waarin onder meer contrabassist Gene Ramey en altsaxofonist Bill Graham (later actief bij Count Basie en Duke Ellington) actief zijn geweest. Later in zijn leven was hij leider van de groep Kansas City Jazz Septet + 1. In 1992 kreeg hij de Kansas City Jazz heritage-award. Todd was een mentor voor veel musici in Kansas City. Hij was bevriend met Charlie Parker.

## Referentie
- Biografie op website Coda Jazz Fund[dode link]